# كارتر هايوارد
كارتر هايوارد (بالإنجليزية: Carter Heyward)‏ هي أستاذة جامعية أمريكية، ولدت في 22 أغسطس 1945 في تشارلوت في الولايات المتحدة.